# Yugada
Das alte spanische Feldmaß Yugada, auch Zugada, hatte in den spanischen Provinzen unterschiedliche Werte. Seine Teilung in kleinere Einheiten war im Wesentlichen gleich, und zwar war
- 1 Yugada = 50 Fanegas[1]

Die Fanega hatte 576 Quadrat-Estadales, was 64,256 Aren entsprach. Fanegas hatte auch einen zweiten Wert, wenn es als Flüssigkeitsmaß verwendet wurde.
Die Yugada wurde nicht zum Vermessen von Weinbergen verwendet. Da war nur mit der Aranzada (48400 Quadratfuß) gestattet.
In Kastilien hatte das Maß
- 1 Yugada =  41 ⅔ Fanegas = 1391,25 Pariser Geviertfuß

In der Provinz Valencia
- 1 Yugada  = 6 Cadicedas/Cahizadas = 36 Fanegas = 230,18 Pariser Geviertfuß